# Tori-Bossito
Tori-Bossito is een van de 77 gemeenten (communes) in Benin. De gemeente ligt in het departement Atlantique en telt 44.569 inwoners (2002).

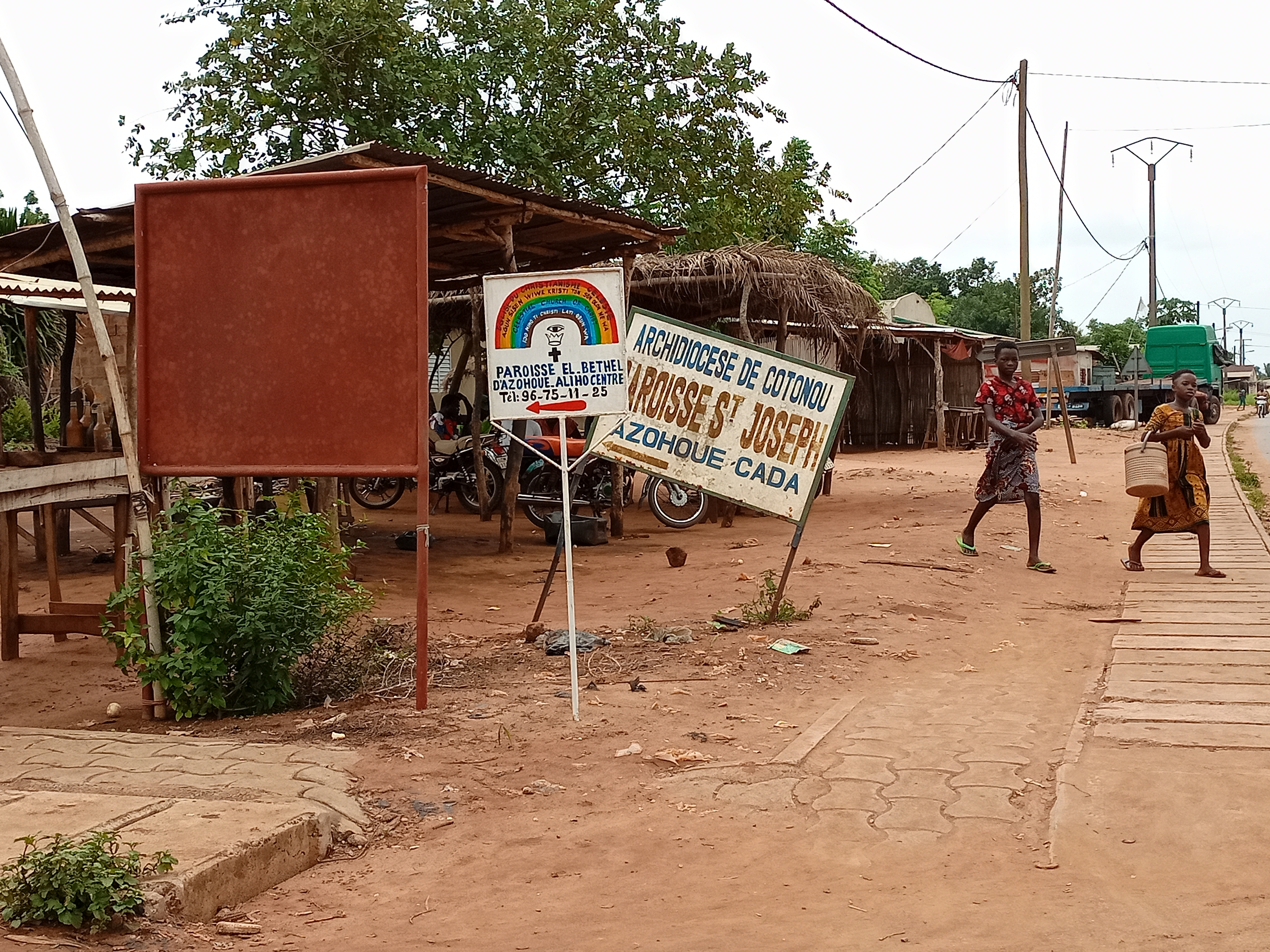
Straatbeeld in Tori-Bossito